# St-Augustin (Paris)

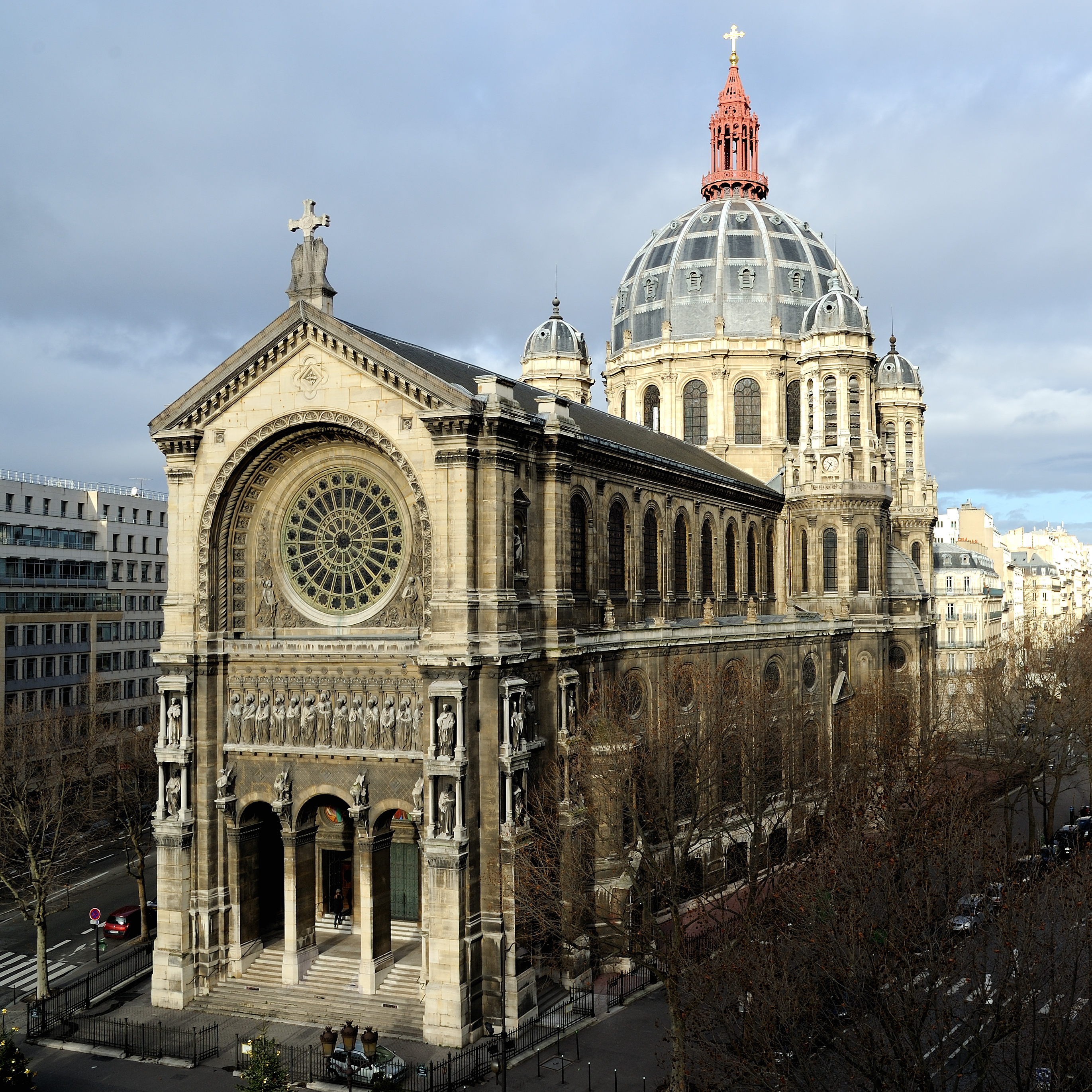
St-Augustin in Paris

Die Pariser Pfarrkirche St-Augustin (franz. Saint-Augustin) gilt als die erste Kirche mit einer Eisenkonstruktion. Sie steht am gleichnamigen Platz, Place St-Augustin, im 8. Arrondissement, etwa 300 m westlich des Bahnhofs Saint-Lazare im Quartier de l’Europe.

## Lage und Maße
Die Kirche wurde auf einem Grundstück in Trapezform gebaut, ist ca. 94 m lang und zusammen mit der Kuppel ca. 80 m hoch.

## Geschichte
Die Kirche wurde in den Jahren 1860 bis 1871 vom Architekten Victor Baltard gebaut.
Im Januar 1867 wurde der spätere Kardinal Benoît-Marie Langénieux zum Pfarrer der Gemeinde ernannt. Er trieb den Bau der Kirche voran und ließ den gewaltigen Chor des Kirchengebäudes so ausstatten, dass darin ein Pfarrer und zwanzig Vikare Platz fanden.
Kaiser Napoleon III. beschloss, dass die Krypta dieser Kirche den Bestattungen von Prinzessinnen und Prinzen der kaiserlichen Familie vorbehalten sein sollte, diejenigen der Kaiser und Kaiserinnen hingegen in der Kathedrale von Saint-Denis stattfinden sollten. Jedoch kam es in keiner der beiden Kirchen zu Bestattungen der Familie Bonaparte. Seinen Onkel Jérôme Bonaparte, den jüngsten Bruder Napoleons I., ließ er neben diesem im Invalidendom bestatten. Seit dem Sturz des Kaisers 1870 dient bis heute als Grablege der Familie die Chapelle Impériale in Ajaccio auf Korsika, welche Napoleon III. 1857 für die Eltern von Napoleon I. hatte errichten lassen.
In dieser Kirche erfuhr Charles de Foucauld seine Berufung, wobei er durch den damaligen Pfarrer Huvelin beeinflusst wurde.
Nach der Kirche und dem Platz wurde die Station Saint-Augustin der Métro Paris (Linie 9) benannt.

## Architektur

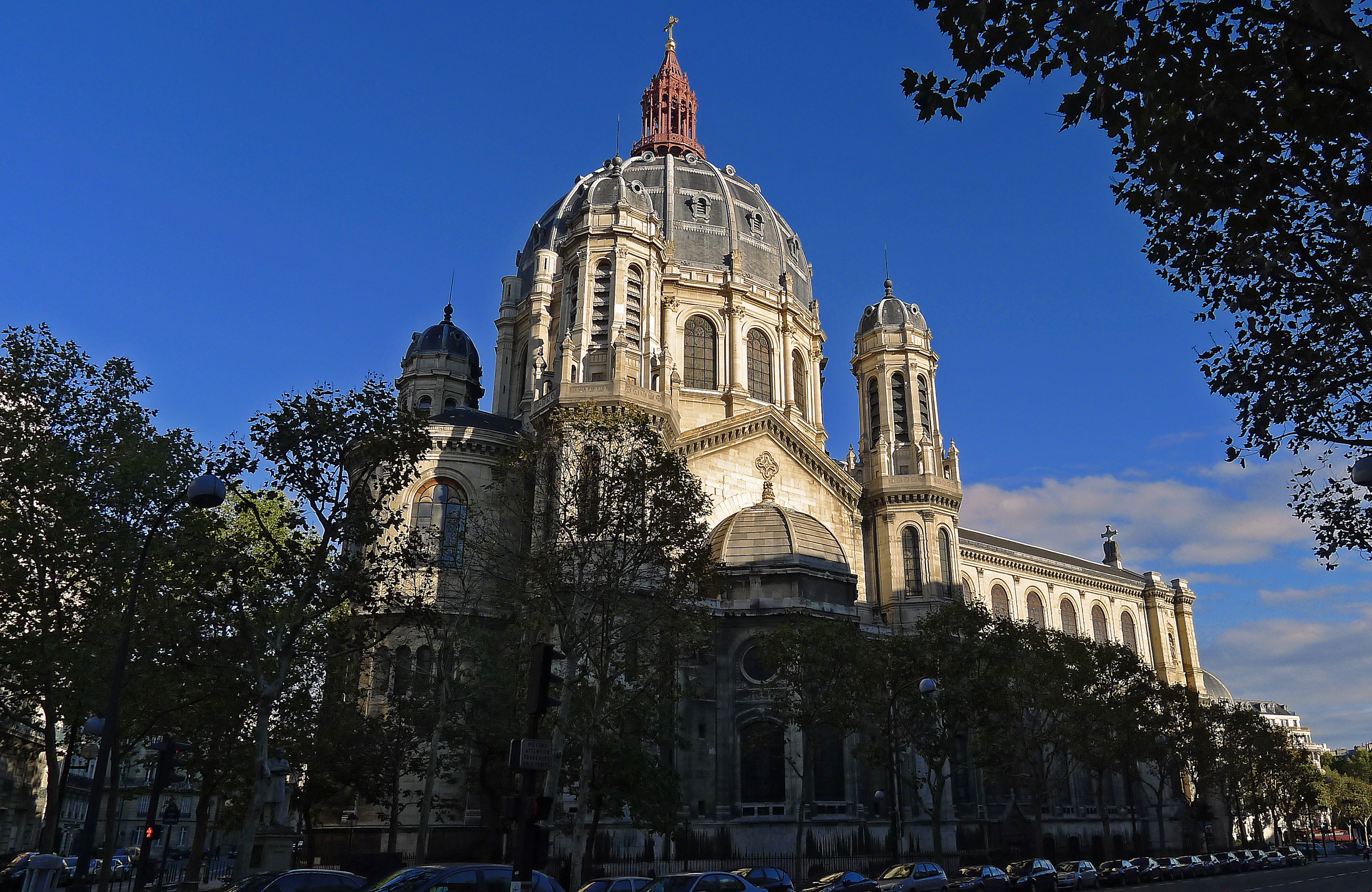
Die Kirche mit ihren neobyzantinischen Kuppeln vom Boulevard Malesherbes aus gesehen

Die Kirche wurde durch den Architekten Victor Baltard erbaut, der auch die Halles de Paris entwarf. Sie ist ein Werk des Eklektizismus, das zugleich von der Romanik, französischen Gotik wie auch von der byzantinischen Architektur beeinflusst ist. Zugleich ist sie die erste Kirche, in der in großem Umfang aus Metall gefertigte Strukturelemente verwendet wurden. Sie misst 94 Meter in der Länge und die Kuppel erhebt sich mehr als 80 Meter über den Boden. Aufgrund der Metallkonstruktion gibt es keine Seitenstreben.
Das Grundstück war nicht rechtwinklig, daher ist die Baugestalt recht eigenartig, mit einer gedrungenen Fassade und einem sehr großen Chor. Nähert man sich dem Gebäude, so treten die Seitenkapellen mehr und mehr in den Blick.

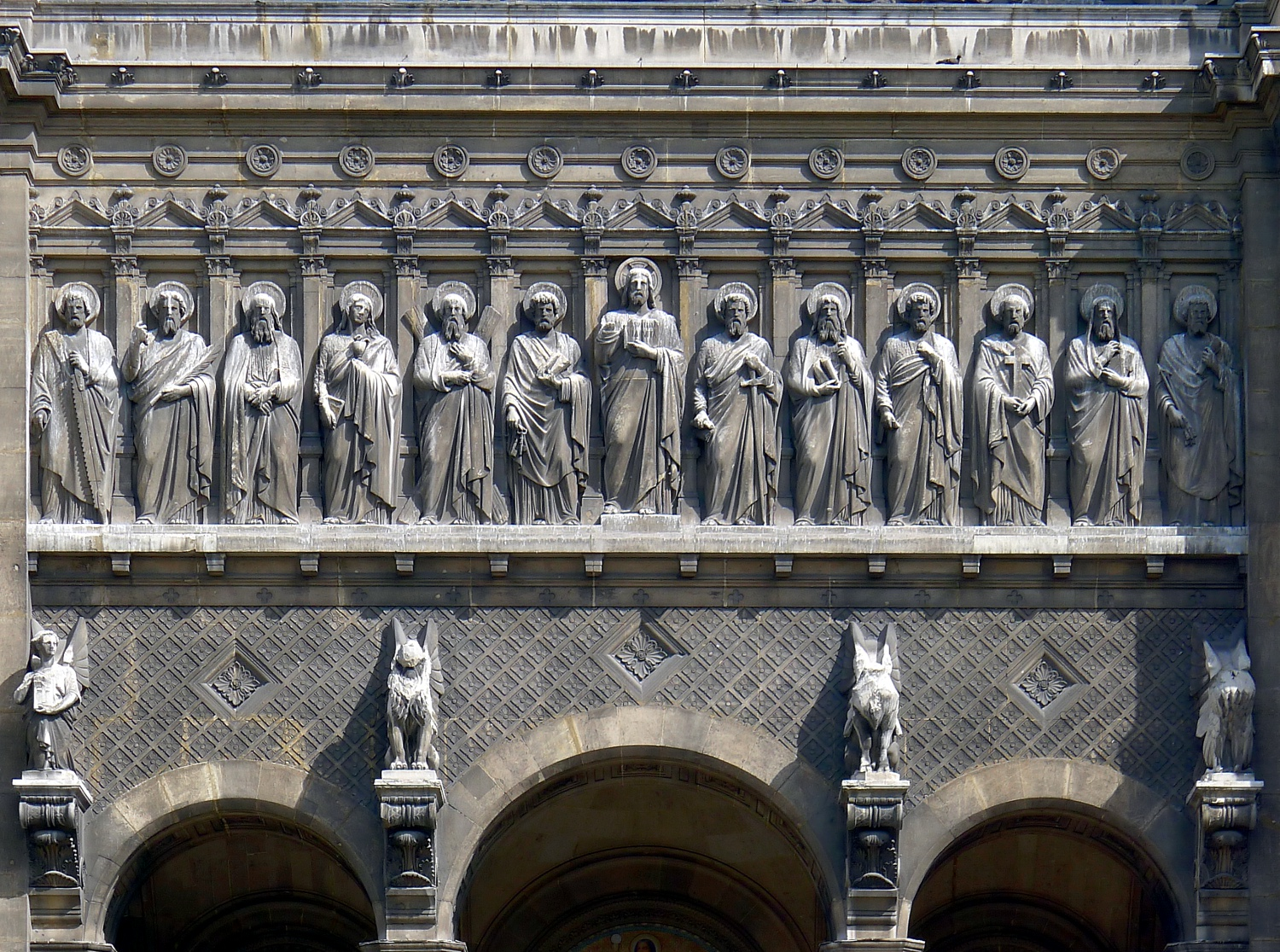
Der Apostelfries an der Südfassade

Die Kirche wird dem Eklektizismus zugerechnet, da sie Stilelemente der Romanik, der französischen Gotik und der Renaissance verbindet. Die Ornamente der in Stein ausgeführten Fassade symbolisieren die vier Evangelisten und die zwölf Apostel.

## Ausstattung
Bemerkenswert sind die inneren Säulen, die aus Gusseisen gefertigt sind. Sie tragen die Decke und die Kuppel und sind mit ihrer polychromen Farbgebung zugleich dekorative Elemente der Kirchenausstattung.

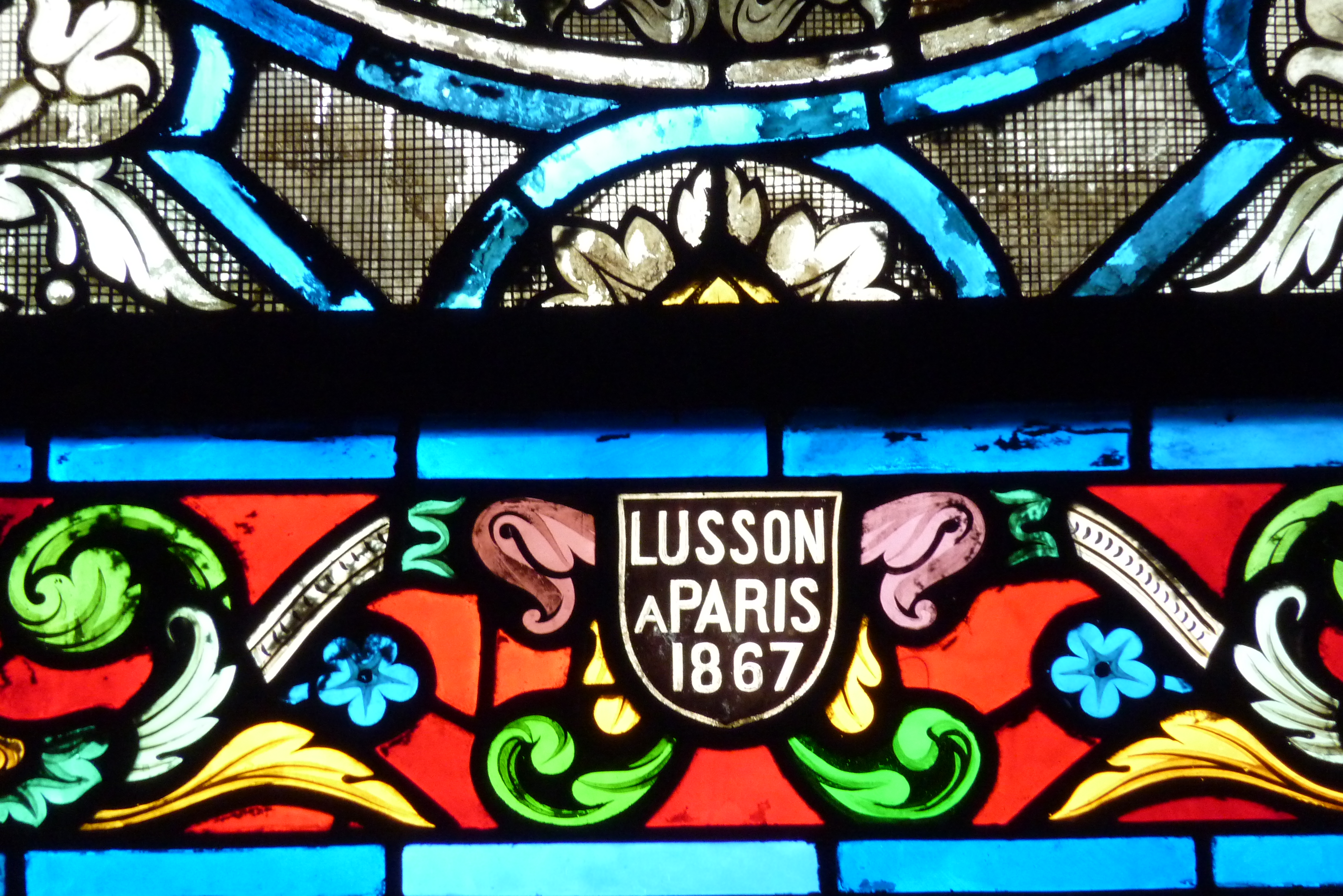
Detail eines Fensters mit der Signatur: LUSSON A PARIS 1867

Die Bleiglasfenster stammen zum größten Teil aus der Entstehungszeit der Kirche. Sie wurden zum Teil von Antoine Lusson in Paris geschaffen. In der Malerei der Fenster des Kirchenschiffs sind Bischöfe und Heilige der ersten Jahrhunderte des Christentums dargestellt.
Die Malereien im Kirchenschiff zeigen: Die Taufe des Hl. Augustinus sowie den Tod der Hl. Monika und wurden von dem Maler Diogène Maillart ausgeführt.
In der Kirche befinden sich mehrere Skulpturen des Bildhauers Mathurin Moreau.

## Orgel

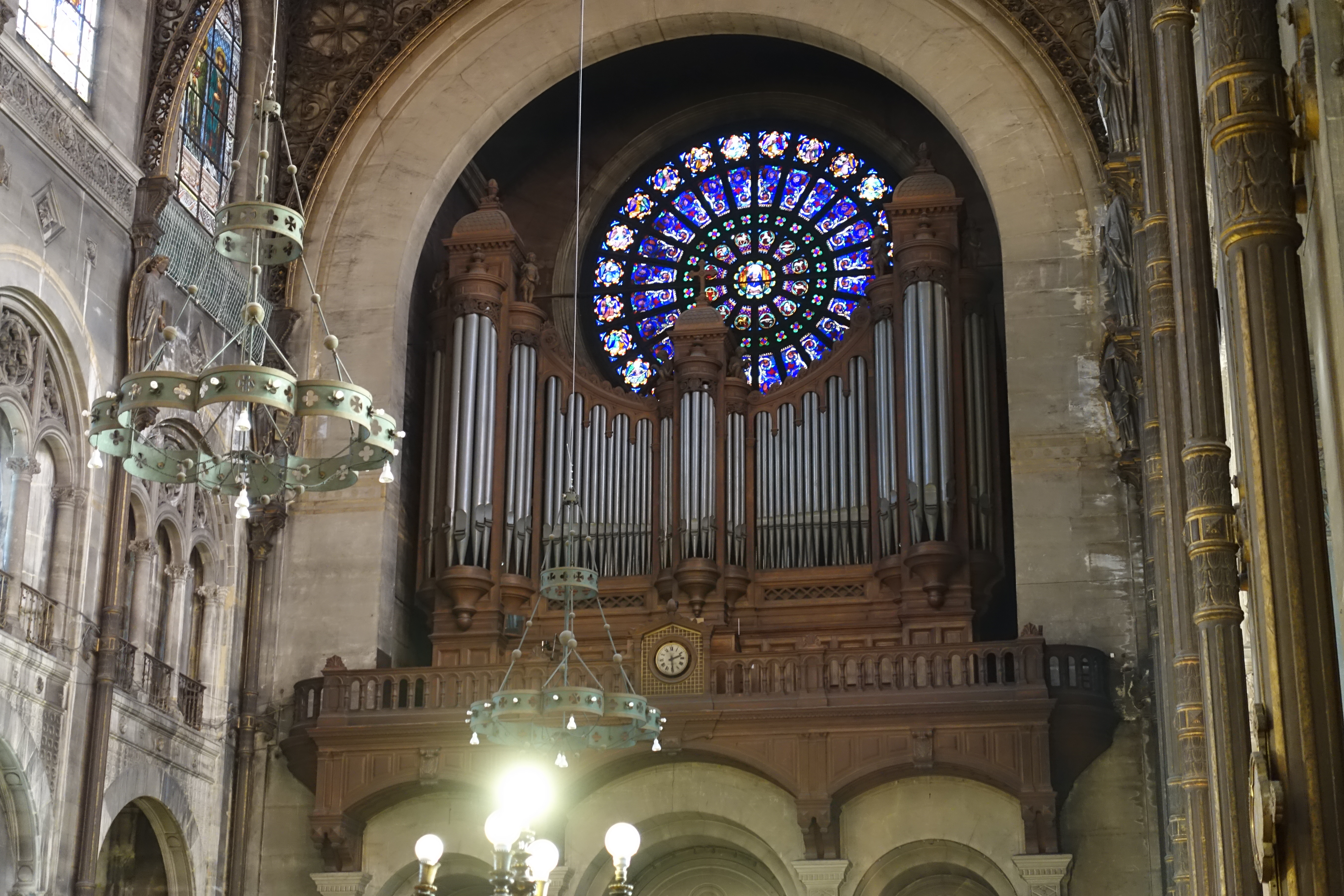
Hauptorgel vor der Fensterrosette an der Westseite

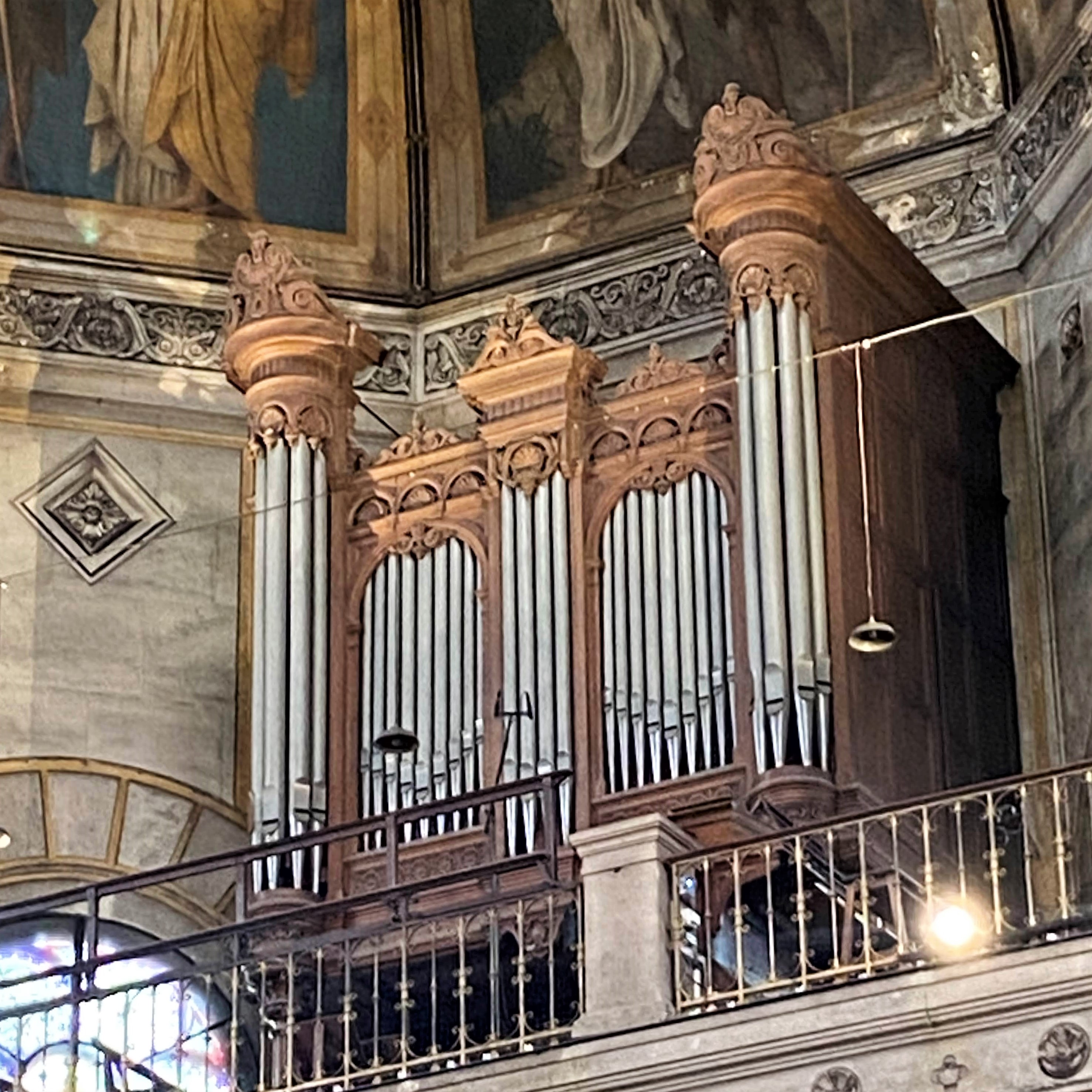
Orgel im Chor

Die erste Orgel vollendete 1868 Albert Peschard; sie hatte 42 Register auf drei Manualen und Pedal bei elektrischer Traktur. Die Wartung der Orgel übernahm Charles Spackman Barker. 1889 erhielt Aristide Cavaillé-Coll den Auftrag, die Orgel zu reparieren und ersetzte 1897 die (eigentlich fortschrittlichere, aber noch nicht ausgereifte) Elektrik durch eine klassische mechanische Traktur. 1962 vergrößerte die Firma Beuchet-Debierre die Orgel. 1988 wurde sie durch Bernard Dargassies neu intoniert. Sie hat heute folgende Disposition:
| I Grand-Orgue C–g3 |                   |       |
| 1.                 | Montre            | 16′   |
| 2.                 | Bourdon           | 16′   |
| 3.                 | Montre            | 8′    |
| 4.                 | Salicional        | 8′    |
| 5.                 | Bourdon           | 8′    |
| 6.                 | Flûte Harmonique  | 8′    |
| 7.                 | Flûte douce       | 4′    |
| 8.                 | Prestant          | 4′    |
| 9.                 | Quinte            | 2 ⁄3′ |
| 10.                | Doublette         | 2′    |
| 11.                | Cornet V (à l’UT) |       |
| 12.                | Fourniture V      |       |
| 13.                | Cymbale IV        |       |
| 14.                | Bombarde          | 16′   |
| 15.                | Trompette         | 8′    |
| 16.                | Clairon           | 4′    |

| II Positif C–g3 |                  |       |
| 17.             | Bourdon          | 16′   |
| 18.             | Principal        | 8′    |
| 19.             | Bourdon          | 8′    |
| 20.             | Flûte Harmonique | 8′    |
| 21.             | Flûte douce      | 4′    |
| 22.             | Prestant         | 4′    |
| 23.             | Quinte           | 2 ⁄3′ |
| 24.             | Plein Jeu IV     |       |
| 25.             | Cromorne         | 8′    |
| 26.             | Trompette        | 8′    |
| 27.             | Clairon          | 4′    |

| III Récit expressif C–g3 |                  |     |
| 28.                      | Quintaton        | 16′ |
| 29.                      | Diapason         | 8′  |
| 30.                      | Cor de Nuit      | 8′  |
| 31.                      | Viole de Gambe   | 8′  |
| 32.                      | Voix Céleste     | 8′  |
| 33.                      | Flûte octaviante | 4′  |
| 34.                      | Octavin          | 2′  |
| 35.                      | Clarinette       | 8′  |
| 36.                      | Basson-Hautbois  | 8′  |
| 37.                      | Voix Humaine     | 8′  |
| 38.                      | Bombarde         | 16′ |
| 39.                      | Trompette        | 8′  |
| 40.                      | Clairon          | 4′  |
| 41.                      | Carillon III     |     |
|                          | Tremblant        |     |

| Pédale C– |             |     |
| 42.       | Bourdon     | 32′ |
| 43.       | Soubasse    | 16′ |
| 44.       | Flûte       | 16′ |
| 45.       | Contrebasse | 16′ |
| 46.       | Basse       | 8′  |
| 47.       | Flûte       | 8′  |
| 48.       | Flûte       | 4′  |
| 49.       | Basson      | 16′ |
| 50.       | Basson      | 8′  |
| 51.       | Bombarde    | 16′ |
| 52.       | Trompette   | 8′  |
| 53.       | Clairon     | 4′  |

- Koppeln:
  - Accouplements: POS/GO, REC/GO, REC/POS, Octaves graves GO, Octaves aigues REC/GO.
  - Tirasses: GO, POS, REC, Appels d’Anches PED, GO, POS, REC, Appel GO.

Ihre Titularorganisten waren:
- 1863–1925: Eugène Gigout
- 1925–1930: Jean Huré
- 1930–1948: André Fleury
- 1949–1997: Suzanne Chaisemartin
- 1979–1997: M. Pinté
- Seit 1997: D. Matry
- Seit 1997: C. Martin-Maéder